# Ivar Öman

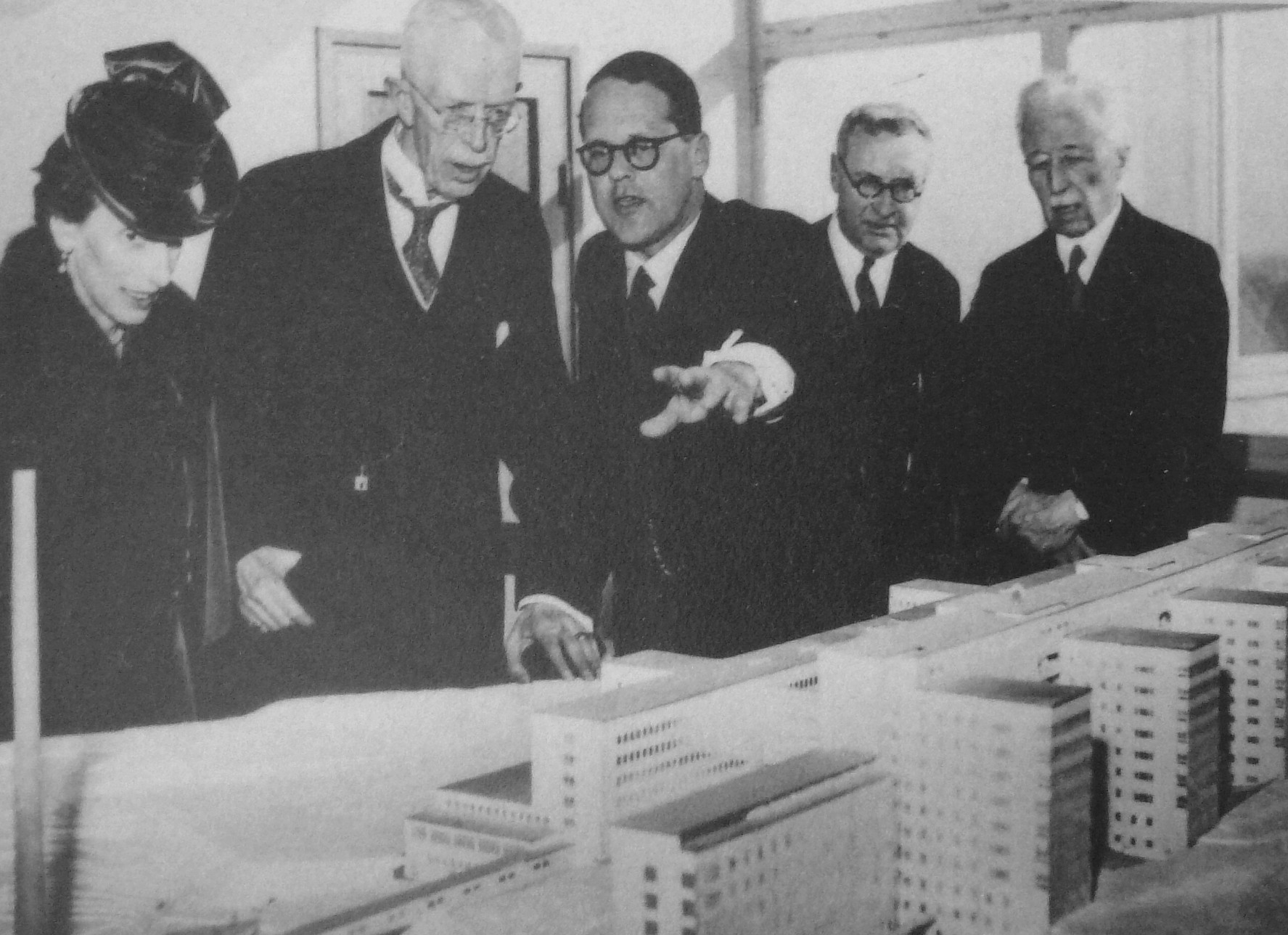
Södersjukhusets invigning 3 april 1944. Kronprinsessan Louise och kung Gustaf V med modellen för Södersjukhuset. I mitten förklarar Torsten Nothin, i bakgrunden står Ivar Öman och prins Eugen.

Ivar Öman i riksdagen kallad Öman i Stockholm, född 18 april 1900 i Djursholm, död 6 februari 1984 i Lidingö, var en svensk riksdags- och kommunalpolitiker (högern).
Öman blev filosofie doktor vid Uppsala universitet 1924 på avhandlingen Karl Staaffs första ministär. Öman var ledamot av riksdagens första kammare från 1940–1942, invald i Stockholms stads valkrets. Han var då riksdagens yngsta ledamot. Han var personalborgarråd i Stockholms stad 1940–1946 och var bl.a. med om att inviga Södersjukhuset.
Ivar Öman blev sedermera chef för Stockholms stads statistiska kontor. Fungerade som statistisk expert under valvakorna i många år.
Öman var även stormästare i Par Bricole 1971–1975. Han är begravd på Lidingö kyrkogård.